# Pippi Langstrumpf (1961)
Pippi Langstrumpf (Originaltitel: Pippi Longstocking) ist ein US-amerikanischer Kinderfilm des Regisseurs Frank Bunetta aus dem Jahr 1961. Es handelt sich um eine Verfilmung des gleichnamigen Kinderbuchs von Astrid Lindgren, die in der Kinderfilmreihe Shirley Temple’s Storybook ausgestrahlt wurde.

## Handlung
Susanne und ihre kleine Schwester werden von ihren Eltern zu Bett geschickt. Susanne ist wütend. Sie möchte noch nicht ins Bett, weil sie noch nicht müde ist. Außerdem findet sie es blöd, dass ihre Eltern entscheiden, wann sie aufstehen muss oder zur Schule gehen soll. Andauernd soll sie Dinge tun, auf die sie absolut keine Lust hat.
Susanne erzählt, dass sie, wenn es nach ihr ginge, in einem großen Haus leben würde, mit einem Affen und einem Pferd und einer Kiste voller Gold. Dann würde sie nicht mehr Susanne heißen, sondern Pippi Langstrumpf. Sie könnte tun und lassen, was sie wolle. Außerdem habe sie viele Freunde, wie zum Beispiel Tommy und Annika, zwei Kinder aus ihrer Nachbarschaft.
Dann erzählt Susanne Pippis Geschichte. Pippi zieht eines Tages, mit ihrem Affen Herr Nilsson und ihrem Pferd Kleiner Onkel in das verlassene Haus neben Tommy und Annika. Diese sind überrascht, dass Pippi dort ganz alleine lebt. Sie überreden Pippi, am nächsten Tag gemeinsam mit ihnen zur Schule zu gehen. Am nächsten Tag reiten die drei zur Schule. Die Lehrerin möchte Pippi davon überzeugen, dass sie zur Schule gehen muss, damit sie etwas lernen kann. Doch Pippi kann sie schnell überzeugen, dass sie alles weiß. Selbst die schwierigsten Fragen kann sie beantworten.
Später bekommt Pippi Besuch von zwei Polizisten. Diese wollen Pippi in ein Kinderheim stecken. Doch Pippi lässt sich von den beiden nicht einschüchtern und wirft diese von ihrem Grundstück.
Kurz darauf kommen Einbrecher in Pippis Haus. Sie wollen Pippis Gold stehlen. Doch Pippi kann sie dazu überreden, ihre kriminelle Laufbahn zu beenden und sich ehrlichen Tätigkeiten zu widmen. Dafür bedankt sich die Mutter der beiden. Sie hat sich Sorgen um ihre Söhne gemacht und fürchtete, dass es ein böses Ende mit den beiden nimmt.
Wenig später kämpft Pippi auf einer Circus-Show gegen den stärksten Mann der Welt, den starken Alfons. Sie gewinnt den Kampf. Für das Siegergeld kauft sie Erdnüsse und Popcorn für alle Kinder. Als Pippi Geburtstag feiert, wünscht sie sich, dass ihr Vater jetzt bei ihr ist. Schon kommt Pippis Vater hereingestürmt. Er nimmt Pippi mit zur Südsee. Da Tommy und Annika sich ein Leben ohne Pippi nicht mehr vorstellen können, folgen sie Pippi und ihrem Vater.
In Susannes Schlafzimmer, wundert sich ihre Schwester, ob Pippi jemals zurückkommt. Susanne glaubt, dass sie es nicht tut. Plötzlich merken die Eltern der beiden, dass jemand in das verlassene Nachbarhaus eingezogen ist. Draußen sind nur ein Pferd und ein Affe zu sehen und ein kleines Mädchen. Susanne und ihre Schwester sind sich sicher, dass es sich bei der neuen Bewohnerin des Hauses nur um Pippi Langstrumpf handeln könne.

## Hintergrund
Pippi Langstrumpf wurde innerhalb von Shirley Temple’s Storybook, einer Kinderfilmreihe auf NBC gezeigt. Am 8. Januar 1961 wurde der Film im US-amerikanischen Fernsehen erstausgestrahlt. Der Film ist die erste filmische US-amerikanische Adaption von Pippi Langstrumpf. Einige Veränderungen an der Ursprungsgeschichte wurden vorgenommen. So ist Pippi hochintelligent und kann fliegen. In den Vereinigten Staaten wurde der Film am 3. Oktober 2006 auf DVD veröffentlicht. Neben den Vereinigten Staaten wurde der Film auch in Ungarn, Polen und Deutschland im Fernsehen ausgestrahlt. In Deutschland wurde der Film außerdem auf DVD veröffentlicht. Dort ist er in Schwarz-weiß sowie in Farbe anzusehen.

## Musik
Die Filmmusik wurde von Walter Scharf komponiert. Vic Mizzy schrieb das Titellied zum Film. Ein Lied aus dem Film wurde auf dem Soundtrack Shirley Temple Storybook Collection (Original Television Soundtrack) veröffentlicht. Der Soundtrack enthält Lieder aus allen Filmen der Shirley Temple’s Storybook Reihe. Das Lied aus Pippi Langstrumpf heißt Sleepy, sleepy head. Es wurde von Pippi gesungen, bevor sie schlafen ging.

## Rezeption
The Dove Foundation glaubt, dass die Filmkomödie zeige, dass jeder Regeln brauche. Der Film sei für Familien geeignet.